# Astragalus verus
Astragalus verus là một loài thực vật có hoa trong họ Đậu. Loài này được Olivier miêu tả khoa học đầu tiên.